# Liste der politischen Parteien in Albanien
Die folgende Liste stellt die politischen Parteien in Albanien dar. Neben offiziellem Parteinamen wird auch das Akronym, der Vorsitzende, das Gründungsjahr, die Abgeordnetenzahl im Kuvendi i Shqipërisë (dem albanischen Parlament), die Ideologie und das politische Spektrum angezeigt.

## Parlamentsparteien
| Parteilogo | Parteilogo | Parteiname                                               | Akronym | Vorsitzender     | Gründungsjahr | Abgeordnetenzahl 2017–2021 | Ideologie                                    | Politisches Spektrum |
| ---------- | ---------- | -------------------------------------------------------- | ------- | ---------------- | ------------- | -------------------------- | -------------------------------------------- | -------------------- |
|            |            | Partia Socialiste e Shqipërisë                           | PS(Sh)  | Edi Rama         | 1991          | 74                         | sozialdemokratisch                           | links                |
|            |            | Partia Demokratike e Shqipërisë                          | PD(Sh)  | Lulzim Basha     | 1990          | 59                         | konservativ                                  | rechts               |
|            |            | Partia e Lirisë (früher Lëvizja Socialiste për Integrim) | LSI     | Ilir Meta        | 2004          | 4                          | sozialdemokratisch                           | links                |
|            |            | Partia Socialdemokrate e Shqipërisë                      | PSD(Sh) | Skënder Gjinushi | 1991          | 3                          | sozialdemokratisch                           | links                |
|            |            | Partia Republikane Shqiptare                             | PR      | Fatmir Mediu     | 1991          | 3                          | nationalkonservativ                          | rechts               |
|            |            | Partia për Drejtësi, Integrim dhe Unitet                 | PDIU    | Shpëtim Idrizi   | 2011          | 2                          | nationalliberal, nationalistisch             | rechts               |
|            |            | Partia Agrare Ambientaliste e Shqipërisë                 | PAA(Sh) | Lufter Xhuveli   | 1991          | 1                          | reformistisch, grün, agrarisch, Umwelt       | links                |
|            |            | Partia Lëvizja e Legalitetit                             | PLL     | Eqerem Spahia    | 1992          | 1                          | sozialkonservativ, monarchistisch            | rechts               |
|            |            | Lëvizja për Zhvillim Kombëtar                            | LZHK    | Dashamir Shehi   | 2004          | 1                          | konservativ, monarchistisch                  | rechts               |
|            |            | Partia Bashkimi për të Drejtat e Njeriut                 | PBDNJ   | Vangjel Dule     | 1992          | 1                          | griechische Minderheitenpartei, linksliberal | links                |

## Weitere Parteien
| Parteilogo | Parteiname                                        | Akronym  | Vorsitzender      | Gründungsjahr | Ideologie                                                       | Politisches Spektrum |
| ---------- | ------------------------------------------------- | -------- | ----------------- | ------------- | --------------------------------------------------------------- | -------------------- |
|            | Fryma e Re Demokratike                            | FRD      | Bamir Topi        | 2012          | konservativ                                                     | rechts               |
|            | Aleanca Demokratike                               | AD       | Neritan Ceka      | 1992          | liberal                                                         | Mitte                |
|            | Partia Demokristiane e Shqipërisë                 | PDK(Sh)  | Nard Ndoka        | 1991          | christdemokratisch                                              | rechts               |
|            | Partia Demokracia Sociale e Shqipërisë            | PDS(Sh)  | Paskal Milo       | 2003          | sozialdemokratisch                                              | links                |
|            | Aleanca Kuq e Zi                                  | AK       | Kreshnik Spahiu   | 2012          | nationalistisch, rechtspopulistisch                             | rechts               |
|            | Partia Balli Kombëtar Shqiptar                    | PBK(Sh)  | Abas Ermenji      | 2001          | konservativ                                                     | rechts               |
|            | Partia Minoriteti Etnik Grek për të Ardhmen       | MEGA     | Kristo Kiço       | 2010          | griechische Minderheitenpartei                                  |                      |
|            | Partia Bashkimi Liberal Demokrat                  | PBLD     | Arian Starova     | 2001          | liberal, sozialdemokratisch                                     | links                |
|            | Grupi 99                                          | G99      | Ervin Mete        | 2008          | sozialistisch, sozialdemokratisch, progressiv, anti-konservativ | links                |
|            | Partia Balli Kombëtar Demokrat                    | PBKD(Sh) | Artur Roshi       |               |                                                                 |                      |
|            | Partia Komuniste e Shqipërisë (1991)              | PK(Sh)   | Qemal Çiçollari   | 1991          | kommunistisch, antirevisionistisch, marxistisch-leninistisch    | links                |
|            | Lidhja për Drejtësi dhe Prosperitet               | LDP      | Elmaz Sherifi     | 2012          |                                                                 |                      |
|            | Aleanca Arbnore Kombëtare                         | AAK      | Gjet Ndoj         |               |                                                                 |                      |
|            | Partia Popullore Kristiane Demokrate e Shqipërisë | PPKD(Sh) | Pal Shkambi       |               | christdemokratisch                                              | rechts               |
|            | Partia e Gjelbër                                  | PGj      | Edlir Petanaj     | 2002          | grün                                                            | links                |
|            | Partia Konservatore e Shqipërisë                  | KONS     | Armando Ruço      |               | konservativ                                                     | rechts               |
|            | Aleanca Maqedonase për Integrim Evropian          | AMIE     | Edmond Temelko    | 2004          | regionalistisch, konservativ                                    | rechts               |
|            | Partia e Orës e Shqipërisë                        | POSh     | Zef Shtjefni      | 2007          |                                                                 |                      |
|            | Partia e Bashkimit Demokrat                       | PBD      | Ylber Valteri     | 1993          |                                                                 |                      |
|            | Partia Lidhja Demokristiane e Shqipërisë          | LDK      | Nikoll Lesi       |               | christdemokratisch                                              | rechts               |
|            | Partia e Emigracionit Shqiptar                    | PESh     | Kostaq Papa       |               | Auswanderer-Interessen                                          |                      |
|            | Partia Lëvizja Shqipëria e Re                     | PLShR    | Edmond Vlashaj    |               |                                                                 |                      |
|            | Partia e të Drejtave të Mohuara                   | PDM      | Ilir Vata         |               |                                                                 |                      |
|            | Partia Bashkimi Popullor i Pensionistëve Shqiptar | PBPPSH   | Selami Jenisheri  |               |                                                                 |                      |
|            | Aleanca për Demokraci dhe Solidaritet             | ADS      | Gaqo Apostoli     |               |                                                                 |                      |
|            | Partia Rruga e Vërtetë Shqiptare                  | PRrVSh   | Muharren Doda     |               |                                                                 |                      |
|            | Partia Demokratike e Re Evropiane                 | PDRE     | Koci Tahiri       |               |                                                                 |                      |
|            | Aleanca për Barazi dhe Drejtësi Evropiane         | ABDE     | Valentino Mustaka |               |                                                                 |                      |
|            | Partia Ambientaliste                              | PA       | Nasi Bozheku      |               | Umwelt                                                          |                      |
|            | Partia e së Ardhmes Shqiptare                     | PASh     | Emin Subashi      |               |                                                                 |                      |
|            | Partia e Bashkuar Republikane Shqiptare           | PBR      | Zane Llasi        |               |                                                                 |                      |
|            | Partia Demokratike për Integrim dhe Prosperitet   | PDIP     | Halim Seitaj      |               |                                                                 |                      |
|            | Partia Kristiane Demokrate e Shqipërisë           | PKD(Sh)  | Dhimitër Muslia   | 2002          | christdemokratisch                                              | rechts               |
|            | Lista e Barabartë                                 | LIBRA    | Ben Blushi        | 2016          | linksliberal                                                    | links                |
|            | Sfida për Shqipërinë                              | SFIDA!   | Hektor Ruci       | 2016          |                                                                 | Mitte                |

## Ehemalige und historische Parteien
| Parteilogo | Parteiname                             | Akronym | Vorsitzende/Vorsitzender                                                | Gründungsjahr | Auflösungsjahr | Ideologie |
| ---------- | -------------------------------------- | ------- | ----------------------------------------------------------------------- | ------------- | -------------- | --- |
|            | Partia e Punës e Shqipërisë            | PPSh    | Enver Hoxha (1941–1985), Ramiz Alia (1985–1991)                         | 1941          | 1991           | kommunistisch, hoxhaistisch, titoistisch (1944–1948), marxistisch-leninistisch (1948–1968), maoistisch (1968–1978) |
|            | Partia Popullore Shqiptare             |         | Fan Noli (1921–1923), Ahmet Zogu (1923–1924)                            | 1921          | 1925           | |
|            | Partia e Prosperitetit e Shqipërisë    |         | Kadri Prishtina (1921–?), Shefqet Vërlaci (?–1925)                      | 1921          | 1925           | progressivistisch                                                                                                  |
|            | Partia Liberale e Shqipërisë           |         | Agathokli Xhitoni                                                       | 1923          | 1925           | liberal |
|            | Grupi Demokrat                         |         |                                                                         | 1923          | 1925           | |
|            | Partia Fashiste e Shqipërisë           | PFSh    | Tefik Mborja (1939–1941), Jup Kazazi (1941–1943), Kol Bib Markaj (1943) | 1939          | 1943           | faschistisch |
|            | Partia Nacionalsocialiste e Shqipërisë | PNSSh   |                                                                         | 1943          | 1944           | nationalsozialistisch                                                                                              |
|            | Balli Kombëtar                         |         | Midhat Frashëri                                                         | 1939          | 1944           | nationalistisch, anti-kommunistisch                                                                                |
|            | Legaliteti                             |         | Abaz Kupi                                                               | 1941          | 1944           | monarchistisch, nationalistisch                                                                                    |